# Laminaire stroming

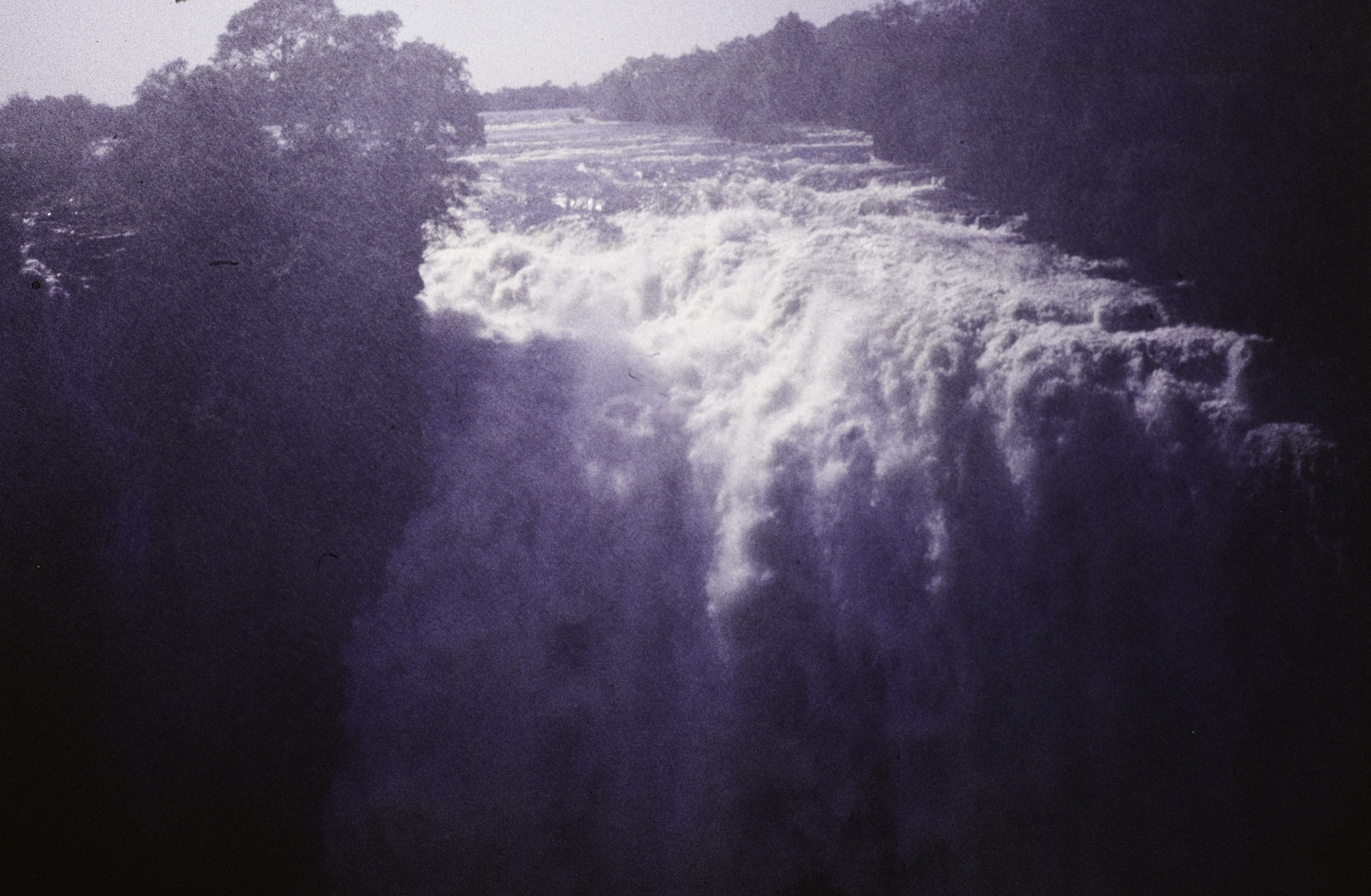
Laminaire (boven) en turbulente stroming (midden met schuim), Victoriawatervallen in de Zambezi, 1975

Laminaire stroming is een stroming waarbij de lagen van een gas of een vloeistof zich parallel ten opzichte van elkaar voortbewegen. Er is nauwelijks of geen stroming loodrecht op de hoofdstroom. De tegenhanger van laminaire stroming is turbulente stroming. Bij een waterkraan is de straal bovenin laminair en wordt deze onder invloed van de zwaartekracht dieper in de val turbulent.
Laminaire stroming treedt vooral op bij lage stroomsnelheden. Wordt de snelheid groter, dan kan de stroming ineens turbulent worden. Bij vloeistoffen met een hogere viscositeit ligt het omslagpunt van laminair naar turbulent bij een hogere snelheid. De snelheid waarbij laminaire stroming overgaat in turbulente en andersom, wordt gekarakteriseerd door het getal van Reynolds.

## Verband met het getal van Reynolds

Laminaire stroming rond een bol in een Stokesstroming (waarbij de viscositeit overheerst), bij een laag reynoldsgetal (geen turbulentie). Een voorwerp dat door een vloeistof beweegt voelt een weerstandskracht in de tegengestelde richting

Of een stroom eerder laminair is of turbulent, wordt bepaald door het getal van Reynolds. Het getal van Reynolds is de verhouding tussen traagheidskrachten ten opzichte van viskeuze krachten binnen een vloeistof die onderhevig is aan relatieve interne beweging ten gevolge van verschillende vloeistofsnelheden. Laminaire stroming treedt op wanneer het reynoldsgetal (Re) kleiner is dan 2300, maar in gladde buizen met een geleidelijke instroom kunnen laminaire stromingen verkregen worden voor Re > 3500. De waarde van het Reynoldsgetal wordt gevonden door:
{\displaystyle \mathrm {Re} ={\frac {2\cdot r\cdot v\cdot \rho }{\eta }}}
Daarin is:
r de straal [m]
v de stroomsnelheid [m/s]
ρ de massadichtheid [kg/m3]
η de dynamische viscositeit [Pa·s]

## Ingangslengte
Wanneer een vloeistof een buis binnengaat of na het maken van bochten is er een lengte nodig alvorens de stroom laminair wordt. De laminaire flow ontwikkelt zich dus in een lange buis vanuit propstroom. Dit principe heeft ook een toepassing in de hemodynamica, waarbij het bloed regelmatig bochten maakt en kleppen of pompen passeert. Men spreekt van ingangslengte (in het Engels: inlet length) en de waarde van deze lengte wordt gevonden door:
{\displaystyle L_{ingang}={\frac {2\cdot k\cdot r^{2}\cdot v\cdot \rho }{\eta }}=k\cdot r\cdot Re\qquad (k=0,08)}